# شهرستان آرمسترانگ (پنسیلوانیا)
شهرستان آرمسترانگ، پنسیلوانیا (به انگلیسی: Armstrong County, Pennsylvania) شهرستانی در ایالات متحده آمریکا است که در پنسیلوانیا واقع شده‌است.

## خصوصیات
شهرستان آرمسترانگ ۱٬۷۱۹٫۷۶ کیلومترمربع مساحت دارد.